# 阮星航
阮星航（1971年12月31日—），出生于广东广州，演员、主持人、节目制作人。

## 演艺经历
阮星航出生于广东广州，童年习武，曾代表广州市武术队参加第9届市运会武术比赛。1991年，阮星航大学毕业后参加广东电视台第三届艺员训练班而入行。毕业后从跑龙套做起，1994年开始陆续出演一些剧集的配角。1998年，阮星航进入广州电台，与胡向真主持电台节目《飞星传真》，因幽默风格在广州广播界声名鹊起。
2001年，阮星航主演广州电视台粤语短剧《开心廿四味》，2004年，阮星航再次主演广州电视台粤语短剧《山水友相逢》。
2005年1月，阮星航在广州中山纪念堂举行“栋笃撑之唔系讲笑”专场，是广州首个举办“栋笃笑”演出的艺人。
2006年1月，阮星航主持广州电视台综艺节目《心水保姆》，节目播出后大受欢迎，一度成为广州收视率最高的综艺节目。
2009年，阮星航重返广播界，在广州电台播讲长篇小说连播《明朝那些事儿》。
2010年，阮星航兼任电视节目制作人，首个节目为《师奶永远OK》。
近年主要在广东珠江频道担任节目制作人和主持人，代表作品有《超级辣妈》系列、《朋友圈》、《人细鬼大》。

## 参演电视剧
- 《成家大细》
- 《沙煲兄弟》
- 《青春美丽豆》
- 《丐王》
- 《世纪末的童话》
- 《开心廿四味》（主演）
- 《山水友相逢》（主演）
- 《我要发达》（主演）